# Genroku chushingura
Genroku chushingura (元禄忠臣蔵 A Vingança dos 47 ronin) é um filme de 1941 dividido em duas partes (jidaigeki) dirigido por Kenji Mizoguchi.
A primeira parte foi lançada originalmente no Japão antes do ataque a Pearl Harbor. O filme foi adaptado a partir da peça de Seika Mayama. A película desenvolve a crônicas do final da vida dos 47 Ronin, que tornaram-se (baseado historicamente) uma lenda na história japonesa. O filme foi lançado inicialmente no Japão em 1941, e mais tarde (1960 - 1970) no Ocidente.

## Elenco
Atores estrelando o filme:
- Chojuro Kawarasaki é Ōishi Kuranosuke (Ōishi Yoshio)
- Kanemon Nakamura é Sukeimon Tomimori
- Kunitaro Kawarazaki é Jurozaemon Isogai
- Yoshizaburo Arashi é daimyo Asano Naganori
- Daisuke Katō é Fuwa Kazuemon
- Tokusaburo Arashi(?) 嵐徳三郎 é 奥野将監
- Ryū Ōkōchi 大河内龍 é 奥田孫兵衛
- Isamu Kosugi 小杉勇 é 多門伝八郎
- Masao Shimizu 清水将夫 é 加藤越中守
- Utaemon Ichikawa 市川右太衛門 é Tokugawa Tsunatoyo
- Seizaburō Kawazu é Lord Etchumori Hosokawa
- Mantoyo Mimasu é Kozunosuke Kira
- Mitsuko Miura é Yosenin, Lady Asano, Asano's wife
- Mieko Takamine é Omino, Isogai's fiancee